# Peggle
Peggle（ペグル）とは、アメリカのゲームデベロッパーであるPopCap Gamesが2007年2月27日にリリースしたパズルゲームである。
Windows、Mac OS Xなどのウェブブラウザ上でプレイが可能な他に、iPod、Xbox Live Arcade向けなどのプラットフォームでリリースされている。
ニンテンドーDSでは、Peggle Dual Shotというタイトルで、海外でリリースされた。
続編である、Peggle Nightsが2008年9月16日に発表された。

## 概要
パチンコにインスパイアされ、制作されたこの作品は、各ラウンドに配備されたペグ（さし釘）を
画面上部中央の発射台でボールを撃ち、取り除いていくゲームである。
通常のモードでは、残り持ち玉が無くなる前にオレンジのペグを全て無くす事でラウンドクリアとなり、歓喜の歌が流れる。